# Schwäbisches Freilichtmuseum Illerbeuren
Das Schwäbische Freilichtmuseum Illerbeuren (bis 2023 Schwäbisches Bauernhofmuseum) in Illerbeuren, einem Ortsteil von Kronburg im schwäbischen Landkreis Unterallgäu in Bayern, zählt zu den älteren Freilichtmuseen in Deutschland. 1955 war es das erste dieser Art im Süden der Bundesrepublik. Es liegt rund zwölf Kilometer südlich von Memmingen im Illertal. Träger ist ein kommunaler Zweckverband, dem der Bezirk Schwaben, der Landkreis Unterallgäu, die Gemeinde Kronburg und der Heimatdienst Illertal e. V. angehören.

## Geschichte
Das Museum wurde 1955 durch Hermann Zeller gegründet, der das Haus bis 1986 leitete. Sein Nachfolger war Otto Kettemann, der diese Aufgabe bis 2014 wahrnahm. Von August 2014 bis Januar 2015 war Ursula Winkler Leiterin des Schwäbischen Bauernhofmuseums. Ab dem 1. August 2015 war Philipp Herzog Museumsleiter. Im August 2017 wurde Wolfgang Ott aus dem Ruhestand reaktiviert und kommissarisch für eineinhalb Jahre mit der Leitung des Museums betraut. Er war vorher langjähriger Leiter des Weißenhorner Heimatmuseums und federführend an der Neuaufstellung mehrerer Museen beteiligt. Vom 1. Januar 2019 bis zum 30. Juni 2024 war der Bauforscher Bernhard Niethammer Museumsleiter.

## Museale Ausstellung

### Gebäude und Kulturgüter

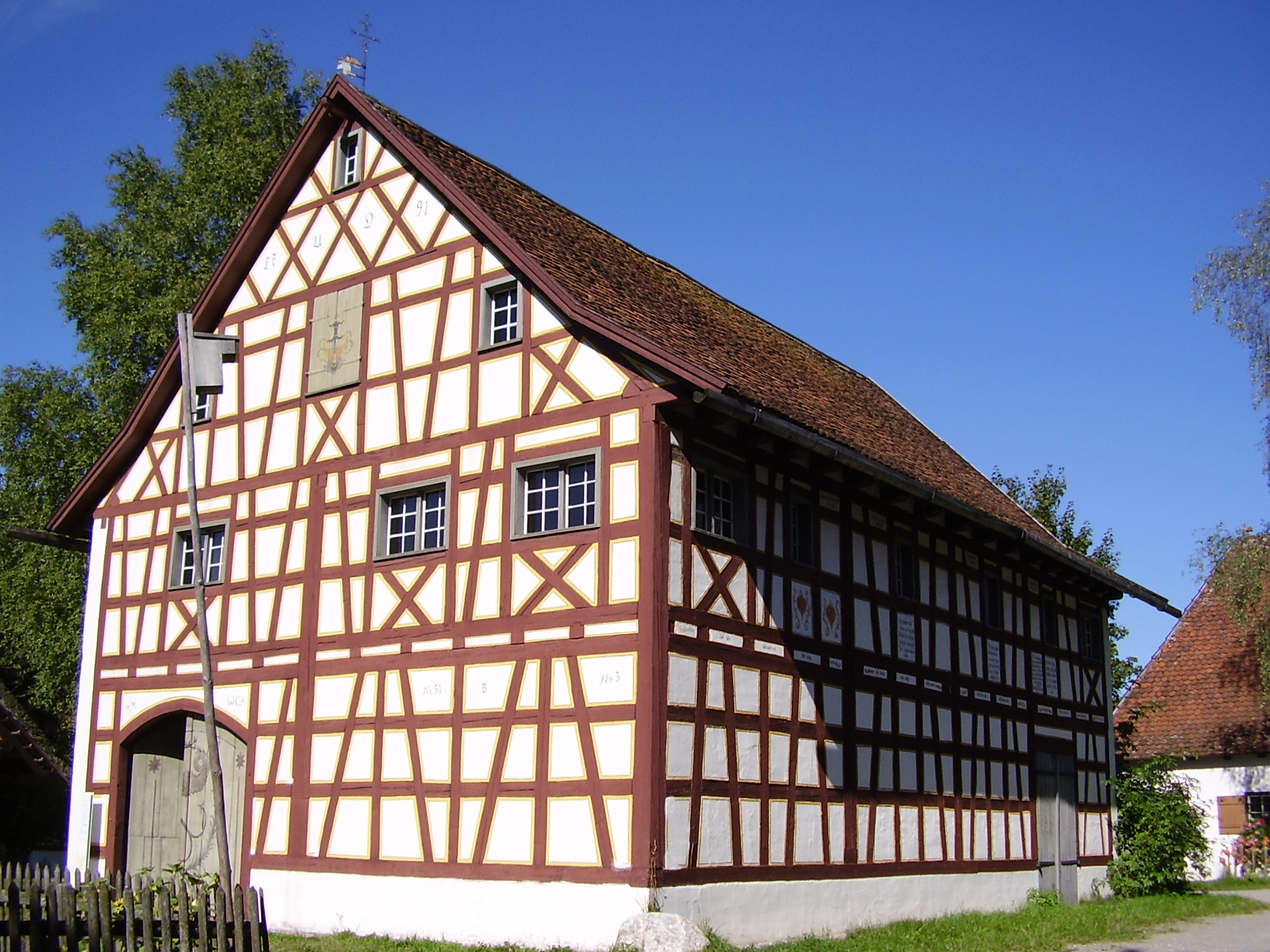
Krugzeller Zehentstadel

Das Museum hat 32 Häuser in seinem Fundus, die einen Einblick in die Baugeschichte und die verschiedenen Haustypen der Region gewähren. Auf dem Gelände im Ortsteil Illerbeuren der Gemeinde Kronburg sind Häuser und Höfe vom 17. bis in das 20. Jahrhundert aus dem bayerischen Schwaben für die Nachwelt erhalten. Auch Handwerksstätten und frühe technische Bauten aus dem Gebiet zwischen Iller und Lech werden präsentiert.
Die Gebäude beherbergen früher zum Wohnen und Wirtschaften gebrauchtes Interieur. Sowohl in einzelnen Häusern wie in separaten Gebäuden befassen sich Spezialsammlungen und Ausstellungen mit verwandten Themen:
- Wagen und Schlitten vom Lande sind im Zehntstadel aus Krugzell gesammelt.
- Das Landleben in der Zeit vor den 1950er Jahren wird im Neubauerhof unter Rücksichtnahme auf die Zeitgeschichte dokumentiert.
- Das Schwäbische Schützenmuseum, das dem Bauernhofmuseum angegliedert ist, zeigte Exponate aus der traditionsreichen Geschichte des Schützenwesens im Regierungsbezirk Schwaben. Ein Neubau mit neu konzipierter Ausstellung sollte 2016 eröffnen. Auf Grund eines Wasserschadens wurde die Eröffnung etwa eine Woche vor dem geplanten Termin abgesagt. Am 1. Mai 2023 wurde es eröffnet.
- Alte Grabkreuze stehen im Bereich der im Museum wieder originalgetreu aufgebauten Kapelle.
- In einer Landmaschinenausstellung mit rund 1000 m² Ausstellungsfläche werden Traktoren der regionalen Firmen Fendt (Marktoberdorf), Osterrieder (Lautrach), Mengele (Günzburg), Dechentreiter (Bäumenheim) sowie Epple & Buxbaum aus Augsburg ausgestellt. Neben Maschinen der Ackerbearbeitung und der technischen Hilfsmittel für Heuernte und -trocknung sind auch Miststreuer, Güllewagen und Melkmaschinen vorhanden. Auch der Prototyp des vom Schmiedemeister Josef Maugg aus Böhen bei Memmingen hergestellten Kreiselheuers aus dem Jahre 1959 ist zu sehen.

Man kann Hafner arbeiten sehen und ihre Erzeugnisse kaufen.

### Tiere
Das Bauernhofmuseum hält alte Haustierrassen, um seinen Besuchern einen Eindruck von der Tierwelt auf dem alten Bauernhof zu geben. Im Herbst 2000 konnte das Schwäbische Bauernhofmuseum ein paar Zaupelschafe, eine in Deutschland ausgestorbene Rasse, aus Ungarn einführen. Im frühen 18. Jahrhundert gelangten Zaupelschafe mit schwäbischen Auswanderern nach Ungarn. Heutzutage gibt es auch dort nur mehr einen einzigen Züchter, von dem das Museum ein paar Exemplare erhalten konnte. Somit sind die Tiere fast 300 Jahre nach ihrer Ausreise in ihre angestammte Heimat zurückgekehrt.
Die Pferderasse Oberländer Noriker (Oberländer Kaltblut) verdankt ihren Namen der ehemaligen römischen Provinz Noricum, dem heutigen Kärnten. Die edlen, mittelschweren Kaltblüter wurden erstmals in einem bischöflichen Erlass von 1565 erwähnt. Der geduldige Oberländer Noriker wird in alpinen Regionen zur Bewirtschaftung von Steilflächen, in der Waldnutzung als Rückepferd, außerdem als Gespannpferd eingesetzt.
Das robuste Schwäbisch-Hällische Landschwein stammt vom keltisch-germanischen Schwein ab. Da Hals, Beckengegend, Oberschenkel, Schwanz und vor allem der Kopf schwarz gefärbt sind, werden die Tiere auch als »Mohrenköpfe« bezeichnet. In der Bundesrepublik gibt es heutzutage etwa 150 eingetragene Zuchtsauen und 15 Eber.
Über Jahrhunderte hinweg war das Allgäuer Original Braunvieh, eine Rinderrasse, im Voralpen- und Alpengebiet verbreitet. Mittlerweile befindet sich das Allgäuer Original Braunvieh auf der Liste der stark vom Aussterben bedrohten Rinder in Bayern. Seit 1995 nimmt sich ein Zuchtverein der Erhaltung dieser Rasse an.
Das Augsburger Huhn ist die einzige bayerische Hühnerrasse. Sie wurde um 1880 in der Augsburger Gegend aus italienischen Lamotta- und französischen La Flèche-Hühnern gekreuzt. Das schwarz glänzende, grünlich schimmernde Augsburger Huhn trägt als besonderes Merkmal einen Becher- oder Kronenkamm (früher: Augsburger Kamm). Diese Rasse gilt heute als extrem gefährdet; 2002 zählte man nur noch etwa 120 Tiere.

### Pflanzen

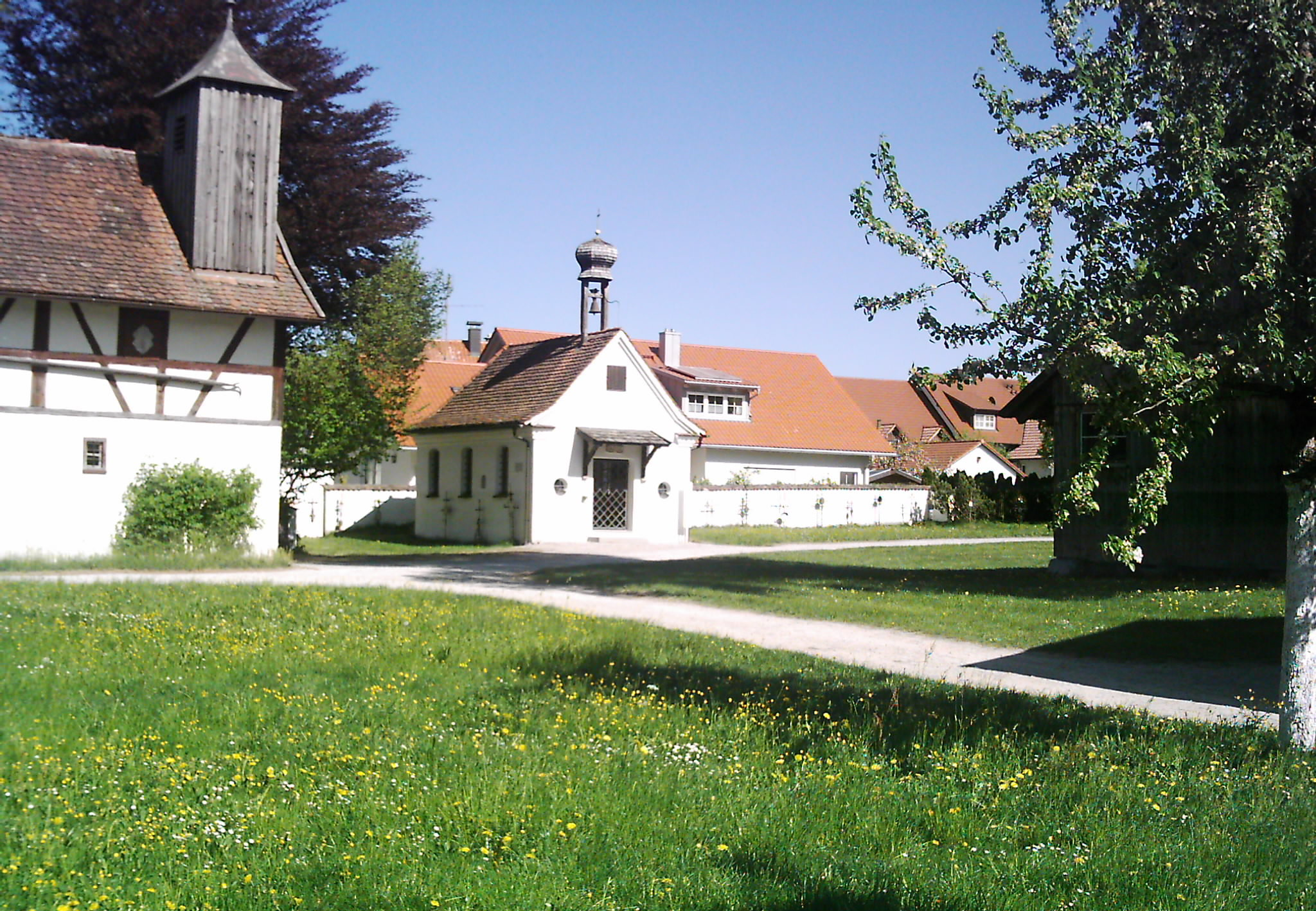
Feuerwehrhaus und Kapelle Hettisried

Das Bauernhofmuseum zeigt auf seinem Gelände nicht nur eingerichtete Häuser, sondern baut auch alte Kulturpflanzensorten an, etwa eine Apfelsorte, die es vor 150 Jahren schon gab. In der Baugruppe Mittelschwaben ist ein Bereich dem Anbau von – vorwiegend – Getreide vorbehalten. Die Äcker werden nach der verbesserten Dreifelderwirtschaft bestellt.
Die zu den Häusern gehörenden Bauerngärten bilden für viele Besucher einen großen Anziehungspunkt. Denn hier ist zu sehen, in welcher Vielfalt und Mischung (Gemüse, Blumen, Heilkräuter) diese kleinen Reiche gepflegt und gehegt wurden. Um auf die einstige Sortenvielfalt bei den Kulturpflanzen aufmerksam zu machen, entstand im Museum das Projekt „Kulturpflanze des Jahres im Bauernhofmuseum“. In verschiedenen Jahren wird eine Pflanzensorte (bislang Allium, Hülsenfrüchte, Kohl und Rüben, Tomaten) in etwa sechzig überwiegend älteren Sorten angebaut und erläutert. Dazu erscheint jeweils ein Buch, das alles Wissenswerte von der Kulturgeschichte über Bauernregeln bis hin zu Anbauanleitungen und Kochrezepten enthält.
Um den Ertrag der Obstbäume zu steigern, zog man bereits vor über 200 Jahren Formgehölze, also Spalierobst. Auf einem eigenen Areal sind typische Formen von Obstspalieren zu sehen.

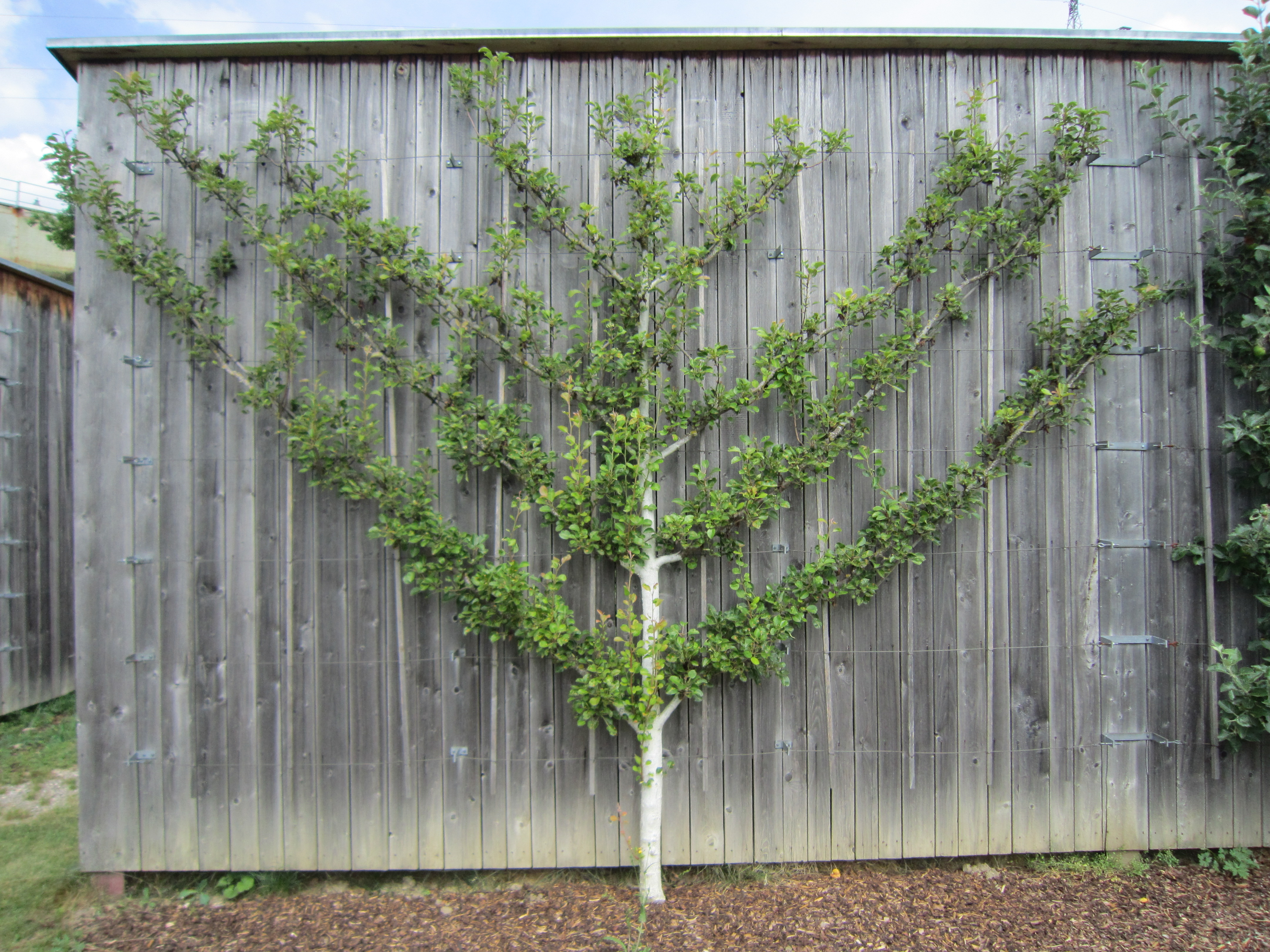
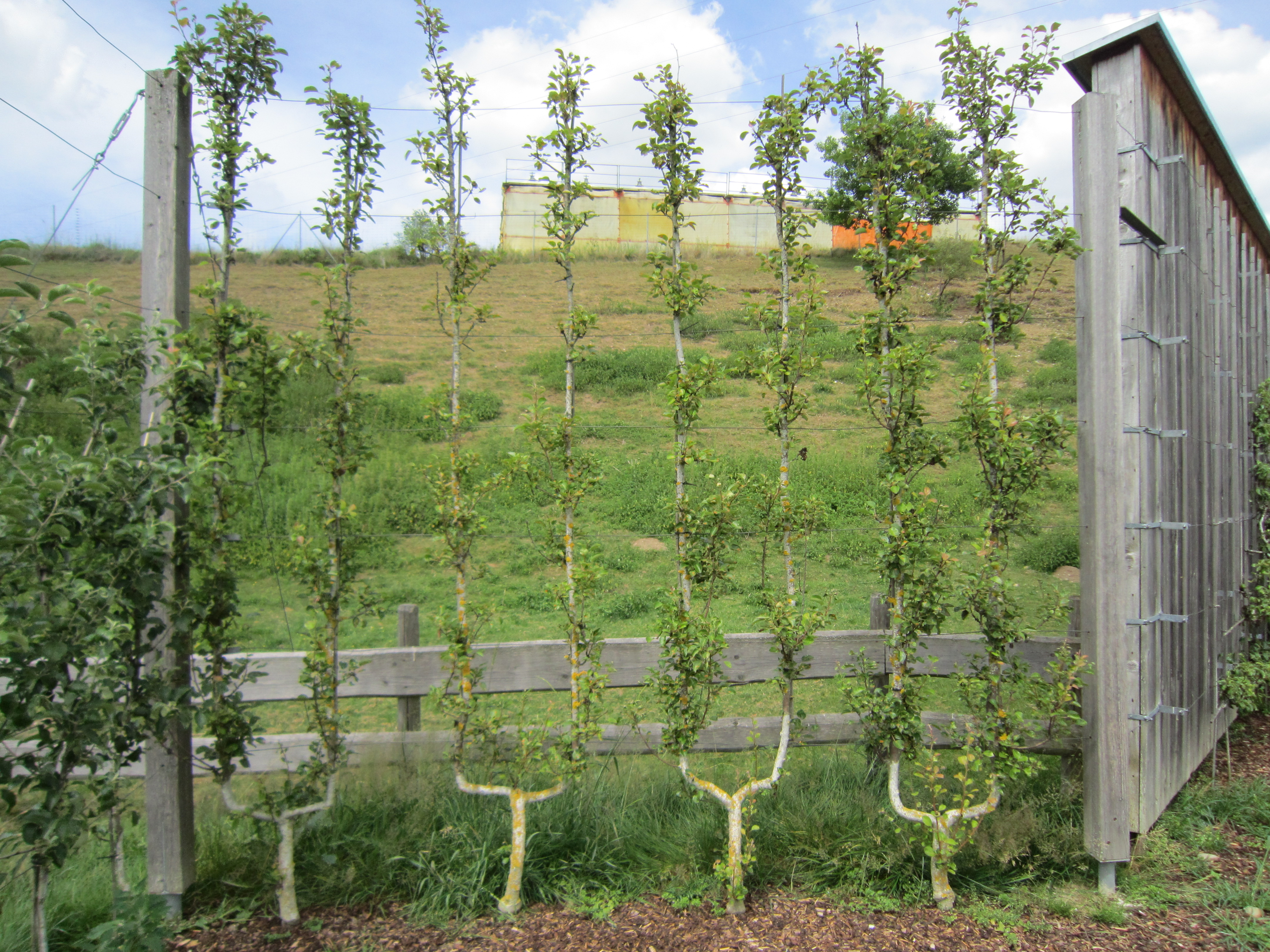
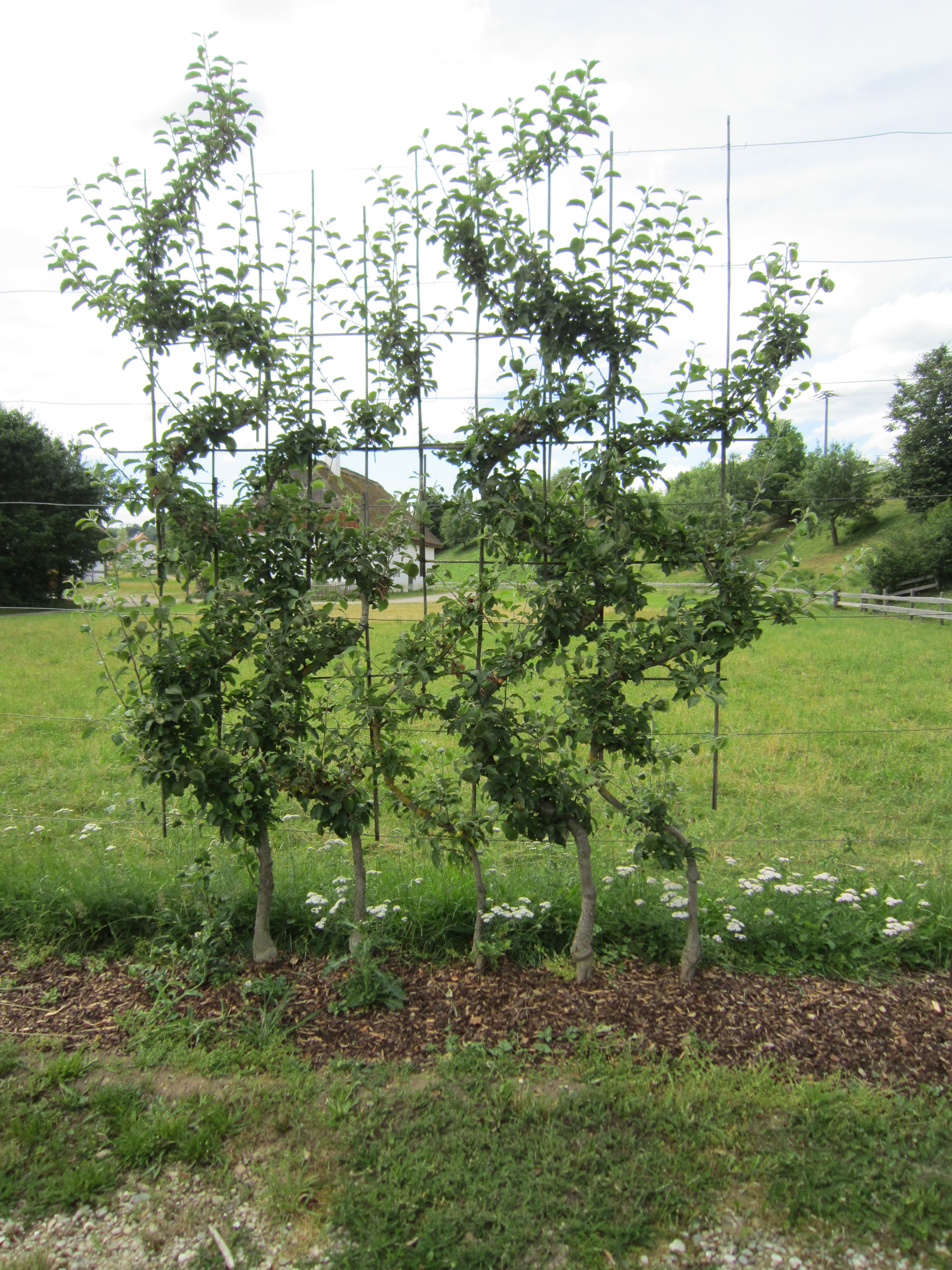
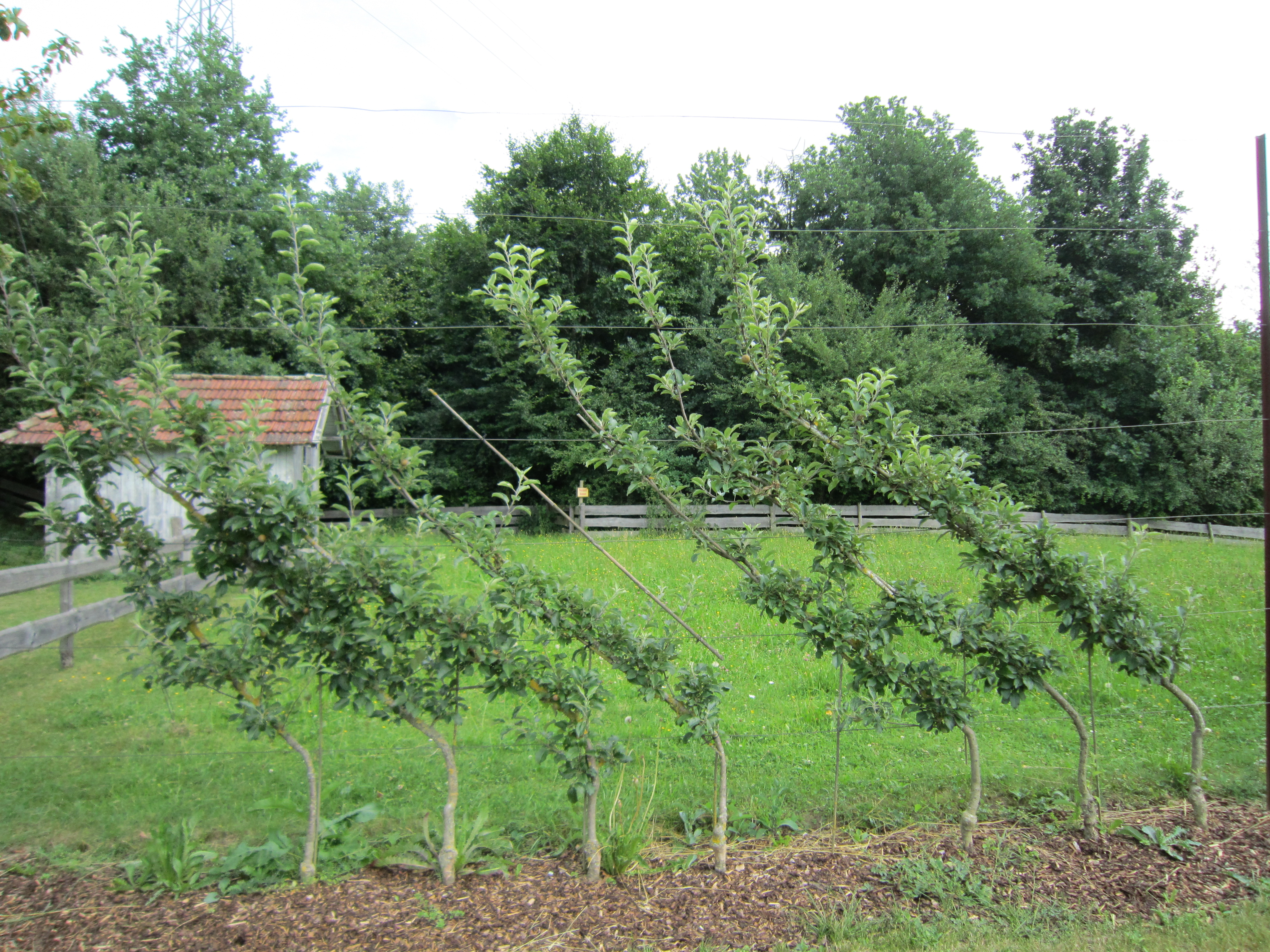
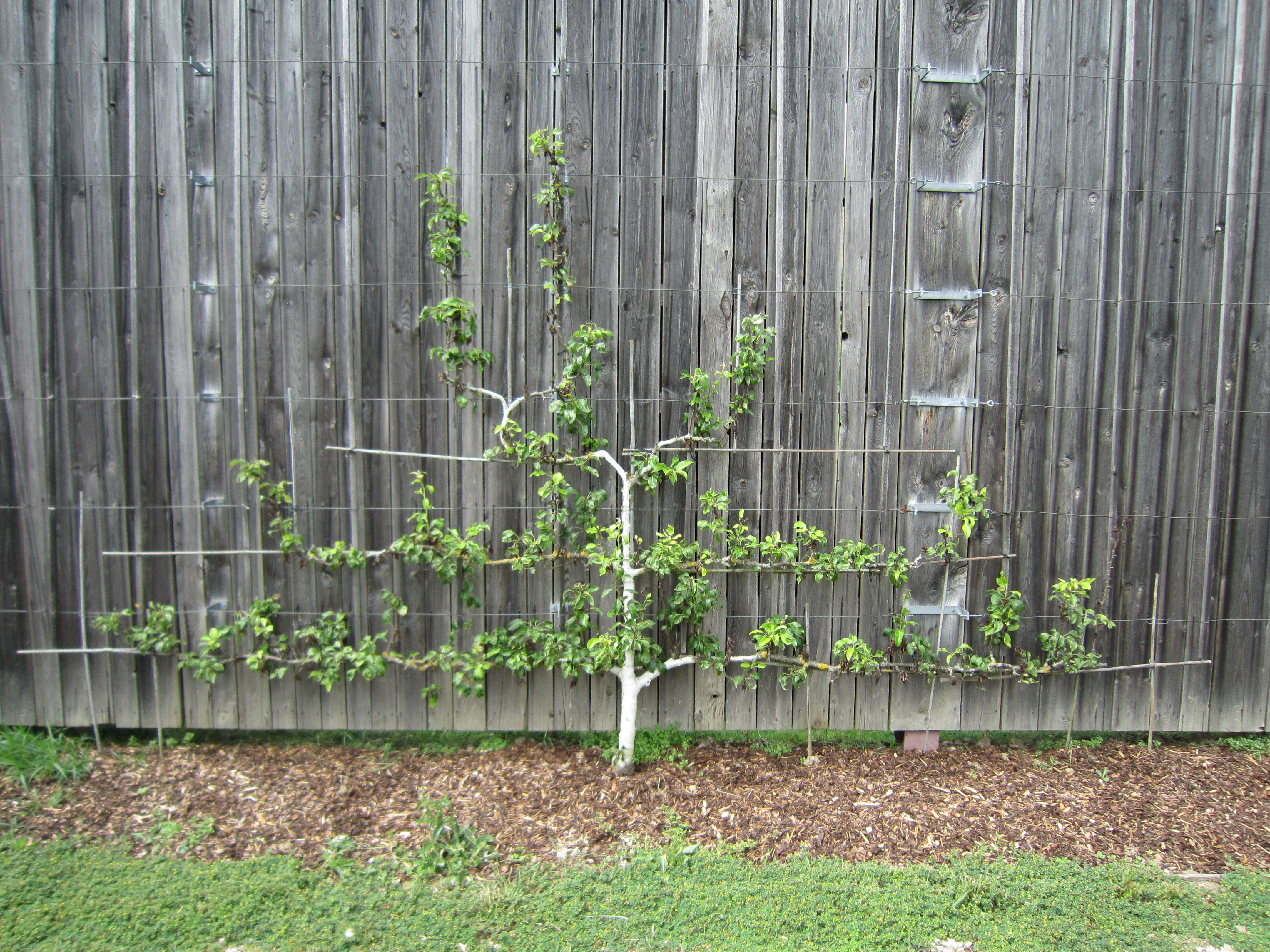

Was das Bier für die Bayern war, war der Most für Schwaben. Gewonnen aus Äpfeln und Birnen erfrischte er Generationen von Bauern – heute ist er fast nur noch ein Getränk von Liebhabern. Die Obstbäume säumten einst die Straßen, an den Ortsrändern befanden sich die Obstwiesen. Aber nicht nur die Obstbäume sind weniger geworden, auch viele Sorten sind in Vergessenheit geraten. Das Bauernhofmuseum pflanzt im Rahmen der Museumserweiterung immer wieder solche Obstsorten, die bereits vor hundert Jahren bekannt waren und gepflanzt wurden.

### Schwäbisches Schützenmuseum

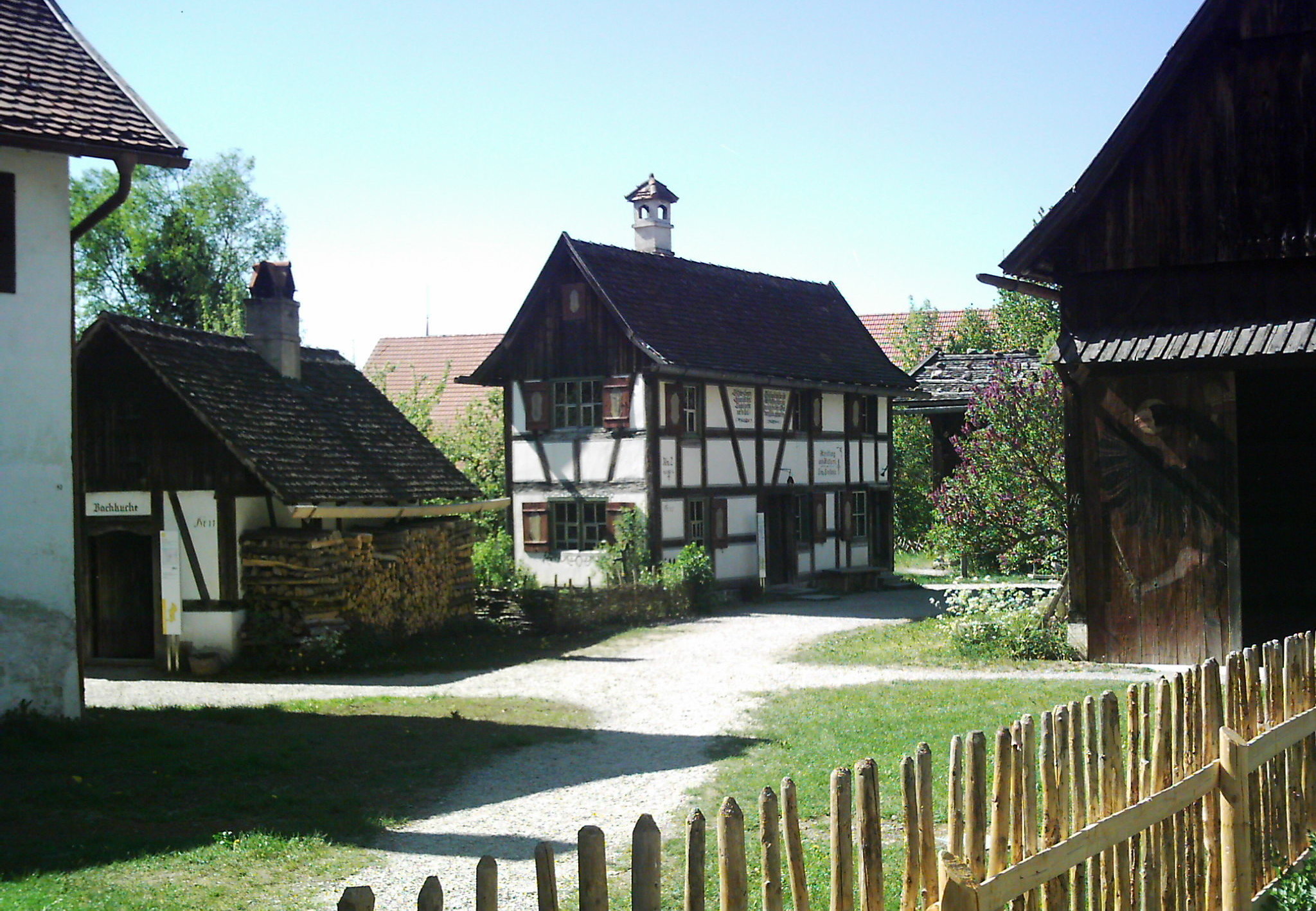
Blick auf das Woringer Häusle

Im alten Museumsgebäude waren auf zwei Etagen historische Sachgüter vor allem schwäbischer Schützen, Schützenvereine und Schützengesellschaften zu besichtigen. Die Entstehungszeit der Objekte reicht vom ausgehenden Mittelalter bis ins ausgehende 20. Jahrhundert. So stammt die älteste der wertvollen Schützenscheiben aus der ehemals reichsunmittelbaren Stadt Memmingen aus dem Jahr 1508, moderne Präzisions-Sportwaffen aus der jüngsten nacholympischen Schützengeschichte. Die Ausstellung belegte die technische Entwicklung der Feuerwaffen von der Luntenschlossmuskete aus der Zeit des Dreißigjährigen Krieges über Steinschloss- und Perkussionsschlossmechanik bis zu den halbautomatischen und automatischen Mehrladewaffen, zeigte Exemplare aus der Gattung der Kaltwaffen – Turnierbögen und Armbrüste – und räumte dem Aufschwung des Luftdrucksports der Nachkriegszeit breiten Raum ein.
Brauchtum und Traditionsbewusstsein im Schießsport wurden in vielen Exponaten dokumentiert. Zu sehen waren historische Schützenfahnen und Standarten, Ehrenscheiben, Pokale, Schützenketten, Medaillen und andere Fest- und Ehrenzeichen in großer Zahl. Komplettiert wurde die Schausammlung mit Schießstandanlagen, Gerätschaften zur Munitionsherstellung und Trefferauswertung sowie vielen historischen Dokumenten.
Da der bisherige Standort für eine museale Nutzung als problematisch angesehen wurde, entstand im Museumsgelände am Rande des Alten Dorfs ein Neubau mit ca. 700 m² Ausstellungsfläche für eine neu konzipierte Ausstellung zur Kulturgeschichte des Schützenwesens im süddeutschen Raum. Dieser sollte am 10. Juli 2016 eröffnet werden, was jedoch durch einen kurz zuvor aufgetretenen Wasserschaden verhindert wurde. Der Schaden stellte sich als so schwerwiegend heraus, dass die Eröffnung auf unbestimmte Zeit verschoben werden musste. Am 1. Mai 2023 wurde es eröffnet.

## Lage des Museums
Das Museum liegt in Illerbeuren und ist über die Bundesautobahn 96 (Lindau–München) „Anschlussstelle  11 Aitrach“ und über die Bundesautobahn 7 (Handewitt–Füssen) „Anschlussstellen 129 Memmingen Süd und 130 Woringen“ im Fernverkehr erschlossen.

## Veröffentlichungen
- Helga Hoffmann; Otto Kettemann (Hrsg.): Droben im Allgäu, wo das Brot ein End' hat: zur Kulturgeschichte einer Region. Zweckverband Schwäbisches Bauernhofmuseum, Illerbeuren 2000, ISBN 3-931915-03-4 (= Druckerzeugnisse des Schwäbischen Bauernhofmuseums Illerbeuren, Band 14).
- Publikationen des Museums